# Amami Ōshima

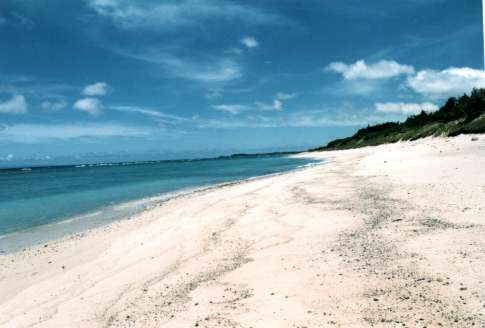
Một bãi biển ở Kasari, thành phố Amami.

Amami Ōshima (奄美大島 Yểm Mĩ đại đảo, tiếng Okinawa: Uushima (ウーシマ); tiếng Amami: Ushima (ウシマ)) là một hòn đảo thuộc quần đảo Amami, một phần của quần đảo Nansei (hay Ryukyu) tại Nhật Bản. Đúng như tên gọi, đây là đảo lớn nhất trong quần đảo Amami. Amami Ōshima nằm ở giữa khoảng cách từ đảo Okinawa đến Kyūshū. Từng là một phần của vương quốc Lưu Cầu song vào năm 1624 đảo đã bị đại danh của Satsuma thôn tính. Hòn đảo cũng từng nằm dưới quyền kiểm soát của Hoa Kỳ trong vòng 7 năm sau Chiến tranh thế giới lần thứ 2.

## Địa lý
Amami Ōshima nằm cách xấp xỉ 300 km về phía bắc của đảo Okinawa và 380 km về phía nam của Kyūshū. Hòn đảo nằm giữa biển Hoa Đông ở phía tây và Thái Bình Dương ở phía đông. Với diện tích 712.35 km², đây là đảo lớn thứ hai của quần đảo Ryukyu sau đảo Okinawa và là một trong những đảo lớn nhất Nhật Bản.

## Sinh thái
Amami Ōshima là nơi sinh sống của một số loài động vật quý hiếm hay đang gặp nguy hiểm, như thỏ Amami hay chim sẻ cừu Ryukyu, cả hai loài nay chỉ còn cư trú tại Amami Ōshima và Tokunoshima. Thỏ Amami đôi khi được gọi là một hóa thạch sống vì nó đại diện cho giống thỏ cổ châu Á mà nay không còn thấy ở những nơi khác.
Hòn đảo cũng là nơi sinh sống của habu, một loài rắn độc có thể tìm thấy trên khắp quần đảo Ryūkyū. Cầy mangut đã được đưa đến để tiêu diệt một số Habu. Ngày nay, cầy mangut đã lai giống với nhau và trở thành một vấn đề khác. Trên thực tế, sự gia tăng số lượng của mongoose có liên hệ với sự suy giảm số thỏ Amami và các loài đặc hữu khác.

### Hành chính
- Amami
- Tatsugō
- Setouchi
- Yamato
- Uken

## Ngôn ngữ
Hai phương ngữ của tiếng Amami được sử dụng tại Amami Ōshima: phương ngữ Bắc Ōshima và phương ngữ Nam Ōshima. Các phương ngữ này thuộc Nhóm ngôn ngữ Ryukyu. Theo Ethnologue, vào năm 2004 có khoảng 10.000 người nói Phương ngữ Bắc Ōshima và khoảng 1.800 nói phương ngữ Nam Ōshima. Các phương ngữ này hiện chỉ được những người cao tuổi sử dụng, còn thế hệ trẻ chỉ nói tiếng Nhật. Tiếng Amami, bao gồm các phương ngữ Ōshima, bị UNESCO coi là ngôn ngữ gặp nguy hiểm.

## Giao thông
Nhu cầu giao thông của đảo được đáp ứng bằng sân bay Amami và cảng Naze ở thành phố Amami.